# Зелений Гай (Попельнастівська сільська громада)
Зелений Гай — село в Україні, у Попельнастівській сільській громаді Олександрійського району Кіровоградської області. Населення становить 19 осіб.
Через село тече річка Зелена, права притока Самари.[джерело?]

## Населення
Згідно з переписом УРСР 1989 року чисельність наявного населення села становила 51 особа, з яких 15 чоловіків та 36 жінок.
За переписом населення України 2001 року в селі мешкали 42 особи.

### Мова
Розподіл населення за рідною мовою за даними перепису 2001 року:
| Мова       | Відсоток |
| ---------- | -------- |
| українська | 92,86 %  |
| російська  | 7,14 %   |